# Liebitz
Die deutsche Insel Liebitz liegt im Kubitzer Bodden etwa 700 Meter westlich der Insel Rügen im Bundesland Mecklenburg-Vorpommern. Sie gehört zur Gemeinde Dreschvitz.
Die Insel ist ca. 1000 × 700 Meter groß und hat eine Fläche von ca. 64 ha. Im Westen der niedrigen, nur wenige Meter hohen Insel befindet sich der durch das Wasser immer weiter abgetragene Pleistozänkern. Im Osten breiten sich flache Salzwiesen aus.
Die Insel Liebitz ist Teil des nach ihr benannten Naturschutzgebietes und liegt im Nationalpark Vorpommersche Boddenlandschaft. Das Betreten des Vogelschutzgebietes ist ohne Genehmigung untersagt. Der Ostteil der Insel stellt das von Brutvögeln am dichtesten bevölkerte Gebiet dar. Neben der Lachmöwe brütet hier vor allem die Sturmmöwe in großen Kolonien. An der Steilküste des Moränenkerns siedeln Uferschwalben. Darüber hinaus brüten auf der Insel Arten der Wiesenlimikolen und Entenvögel. Nachdem die Zahl der Brutpaare nach 1992 drastisch zurückgegangen ist, sind die Bestände seit 1998 stabil.